# Inger Helene Nybråten
Inger Helene Nybråten (Nord-Aurdal, 8 dicembre 1960) è un'ex fondista norvegese, vincitrice di varie medaglie olimpiche e iridate.

## Biografia
In Coppa del Mondo esordì nella gara inaugurale del 9 gennaio 1982 a Klingenthal (7ª), ottenne il primo podio il 6 marzo successivo a Lahti (3ª) e la prima vittoria il 24 marzo 1984 a Murmansk.
In carriera prese parte a quattro edizioni dei Giochi olimpici invernali, Sarajevo 1984 (5ª nella 5 km, 11ª nella 20 km, 1ª nella staffetta), Calgary 1988 (6ª nella 5 km, 6ª nella 10 km), Albertville 1992 (5ª nella 5 km, 7ª nella 15 km, 13ª nella 30 km, 7ª nell'inseguimento, 2ª nella staffetta) e Lillehammer 1994 (5ª nella 5 km, 7ª nella 30 km, 2ª nella staffetta), e a cinque dei Campionati mondiali, vincendo sei medaglie.

## Palmarès

### Olimpiadi
- 3 medaglie:
  - 1 oro (staffetta[1] a Sarajevo 1984)
  - 2 argenti (staffetta[1] a Albertville 1992; staffetta[1] a Lillehammer 1994)

### Mondiali
- 6 medaglie:
  - 1 oro (staffetta a Oslo 1982)
  - 1 argento (staffetta[1] a Thunder Bay 1995)
  - 4 bronzi (staffetta[1] a Lahti 1989; staffetta[1] a Val di Fiemme 1991; staffetta[1] a Falun 1993; 15 km[1] a Thunder Bay 1995)

### Coppa del Mondo
- Miglior piazzamento in classifica generale: 6ª nel 1992
- 13 podi (10 individuali, 3 a squadre[2])[3]:
  - 4 vittorie (individuali)
  - 5 secondi posti (2 individuali, 3 a squadre)
  - 4 terzi posti (individuali)

#### Coppa del Mondo - vittorie
| Data            | Località    | Nazione          | Spec.    |
| --------------- | ----------- | ---------------- | -------- |
| 24 marzo 1984   | Murmansk    | Unione Sovietica | 10 km    |
| 9 gennaio 1988  | Leningrado  | Unione Sovietica | 10 km TC |
| 12 gennaio 1991 | Klingenthal | Germania         | 15 km TC |
| 28 gennaio 1995 | Lahti       | Finlandia        | 10 km TC |

Legenda:

TC = tecnica classica